# 12589 Davidanand
12589 Davidanand è un asteroide della fascia principale. Scoperto nel 1999, presenta un'orbita caratterizzata da un semiasse maggiore pari a 2,1674915 au e da un'eccentricità di 0,1532100, inclinata di 2,47637° rispetto all'eclittica.